# Karol Jan Szlenkier

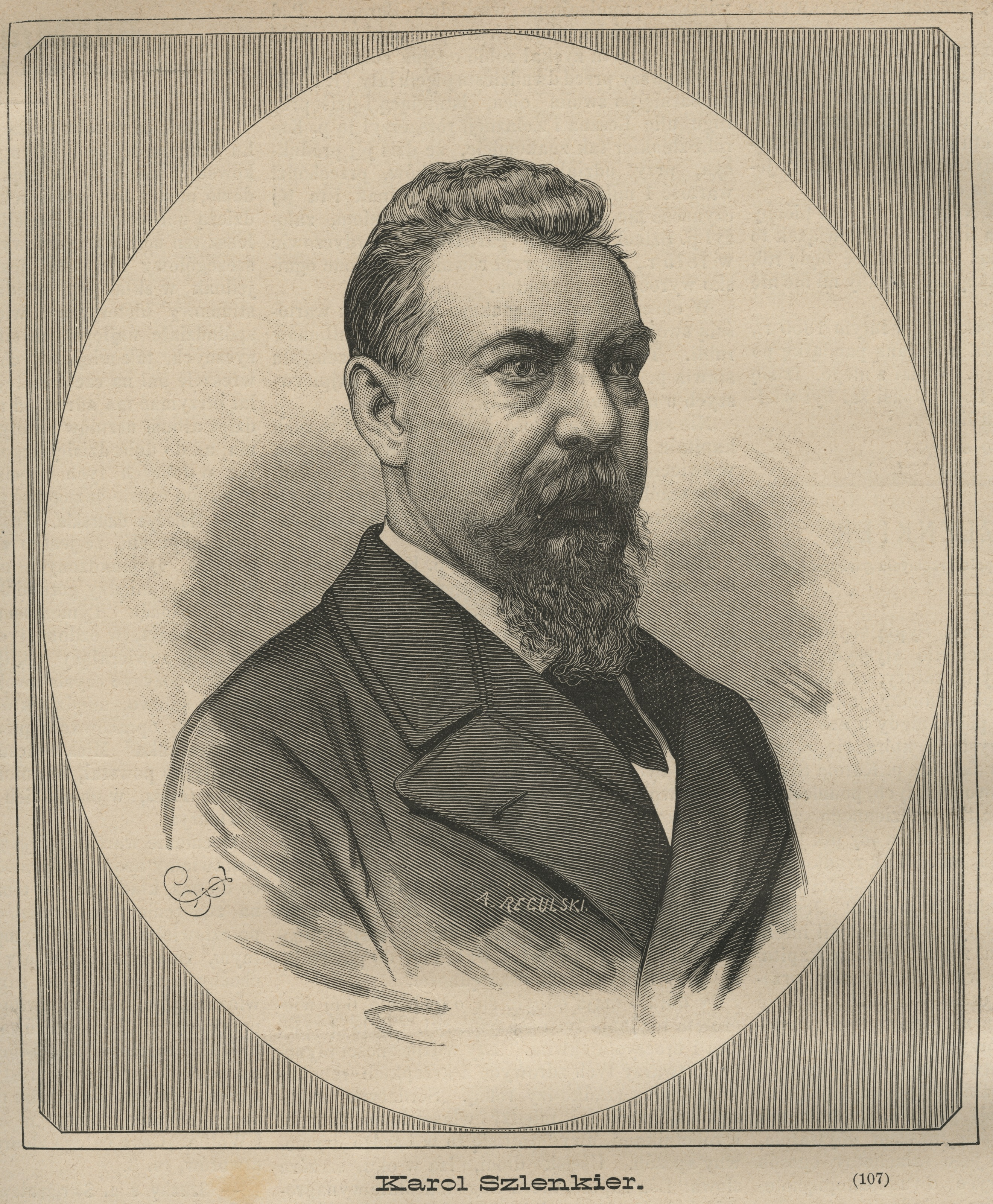
Karol Jan Szlenkier, 1883

Karol Jan Szlenkier (* 11. November 1839 in Warschau; † 13. Juli 1900 ebenda) war ein bedeutender polnischer Industrieller und Philanthrop, der vor allem in Warschau wirkte.

## Familie
Die Familie Schlenker war um 1700 aus dem Schwarzwald nach Polen eingewandert. Gegen Ende des 18. Jahrhunderts zogen sie von Toruń nach Warschau und polonisierten ihren Namen. Die Eltern von Karol Jan Szlenkier waren Jan Karol (1811–1873) und Anna Barbara Szlenkier, geb. Temler (1821–1884).
Vater Jan Karol war Besitzer einer Gerberei, die zunächst im damaligen Warschauer Vorort Praga und ab 1846 an der Kreuzung der Leszno- und Zelazna-Straßen lag. Ein Bruder des Vaters war Franciszek Ksawery (1814–1871), ein bekannter Warschauer Textilhändler und patriotischer Aktivist. Auch dessen Söhne agierten gegen das zaristische Regime in Polen. Karol Jan Szlenkier hatte mehrere Geschwister, einer war Jan Józef (1848–1910).
Karol Jan war mit Maria Zofia (auch als Zenobia bezeichnet) Grosser (1850–1913) verheiratet, die sich – wie ihr Mann – bei sozialen Projekten in Warschau engagierte. So unterstützte sie den Betrieb eines Kinderheims in der Oboźna- und eines Kinderkrankenhauses in der Leszno-Straße. Nach dem Tod ihres Mannes errichtete sie eine Stiftung, die unter anderem einen Schulneubau in der Górczewska-Straße 4 finanzierte.
Das Paar hatte vier Kinder: Maria Anna war die Ehefrau von einem Geschäftspartner Karol Jans, Stanisław Wydżga. Sie wurde 1940 in einem Konzentrationslager in Łódż ermordet. Wanda Szlenkier heiratete den Literaturwissenschaftler Ignacy Chrzanowski. Zofia Regina Szlenkier gehörte zu den ersten Polinnen, die mit dem Ritterkreuzorden Polonia Restituta ausgezeichnet wurde. Karol Stanisław (1884–1944) wurde Nachfolger seines Vaters als Unternehmer.
Karol Jan Szlenkier starb am 13. Juli 1900 und wurde – wie später auch seine Ehefrau – auf dem evangelisch-augsburgischen Friedhof in Warschau bestattet.

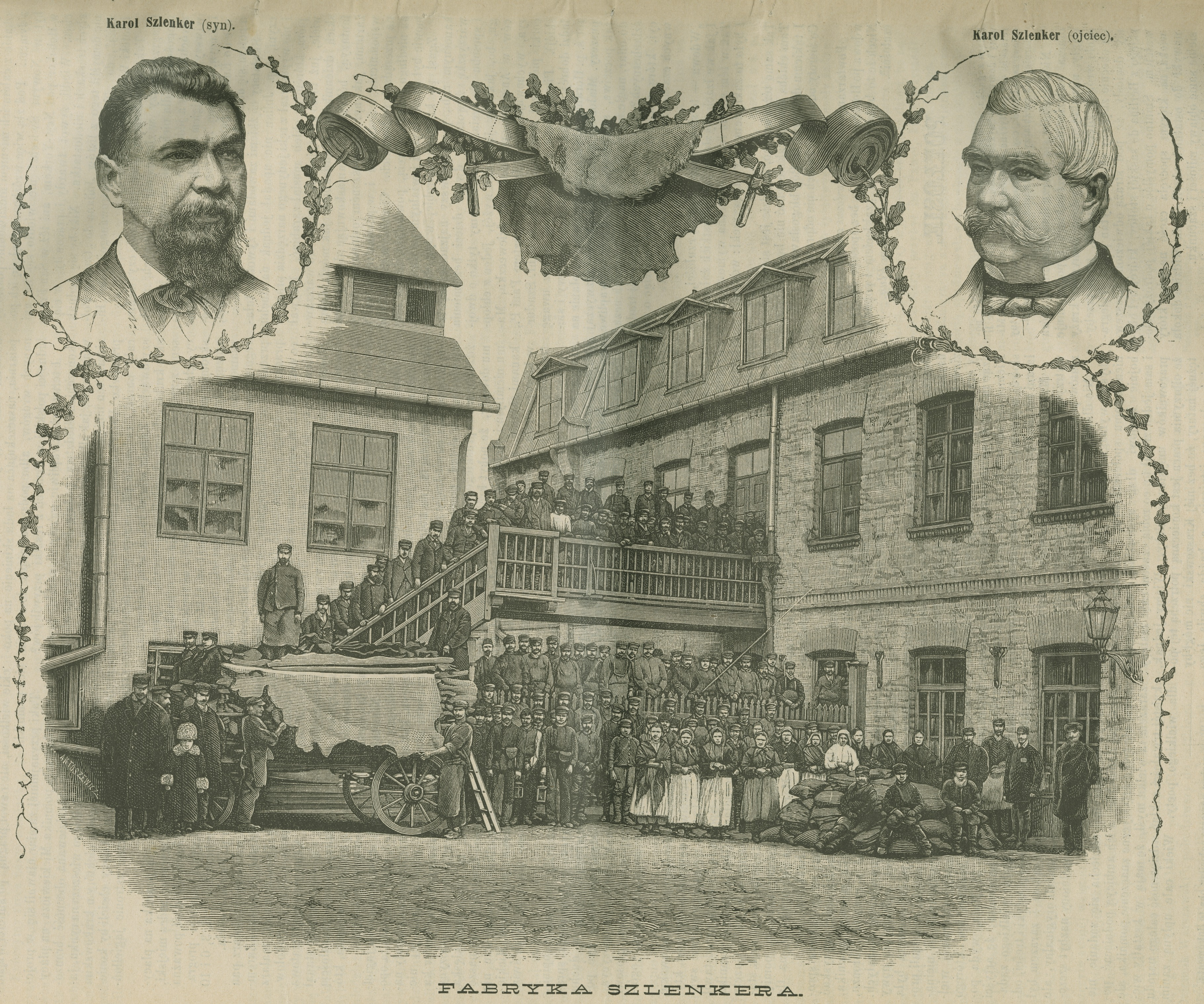
Die Gerberei der Familie Szlenkier mit Abbildungen von Vater Jan Karol und Sohn Karol Jan, Grafik (Holzschnitt), veröffentlicht am 8. September 1877 in der Zeitschrift Kłosy

## Berufsleben
Szlenkier wurde im Alter von neunzehn Jahren und ohne Berufsausbildung Mitgesellschafter seines Vaters in der familieneigenen Gerberei. Er erweiterte das Angebot des Unternehmens, indem er reiste und Kontakte mit ausländischen Produzenten und Händlern aufbaute. Unter anderem war er in China und Indien. Auf Anfrage seiner wohlhabenden Kundschaft konnte er nun auch Felle und Leder exotischer Tiere anbieten. Szlenkier arbeitete mit Lieferanten in Amerika, Asien und Australien zusammen. So importierte er als Erster im Weichselland Felle indischer Zebus. Der Unternehmer soll in den Anfangsjahren seiner geschäftlichen Tätigkeit sehr bescheiden gelebt haben und erwartete das auch von seiner Frau und Kindern. Diese Sparsamkeit sah er als Basis seines späteren Erfolges an.
1871 wandelte er die Firmierung des Unternehmens in „Bracia Szlenkier“ um, und nahm seinen Bruder Jan Józef als Gesellschafter und Mitgeschäftsführer auf. 1875 richtete Szlenkier eine Filiale in Berdyczów (heute Ukraine) ein. Da in Berdyczów jährlich bis zu zehn Messen abgehalten werden durften, entwickelte sich der Ort zu einem bedeutenden Handelszentrum. Die Wahl des Standortes erwies sich für die Szlenkier-Gerberei als vorteilhaft; die Produktionsmenge der Gerberei übertraf bald die der Warschauer Stammfabik. In der Fabrik wurde knapp 30 % des Lederbedarfs der zaristischen Armee produziert – vor allem Leder für Gürtel und Schuhe. Um die Fabrikanlage legte Szlenkier einen Park an, für den er Sträucher und Zierbäume aus Belgien und den Niederlanden einführen ließ.
Ab 1888 betrieb er mit zwei Geschäftspartnern eine Gardinen- und Stofffabrik im Warschauer Distrikt Wola, die sein größtes Unternehmen wurde.

## Soziales Engagement
Szlenkier übernahm in seinen Unternehmen für seine Mitarbeiter freiwillige und seinerzeit unübliche Sozialverantwortung. Bereits 1875 richtete er für sie eine Renten- und Krankenversicherung ein. Darüber hinaus führte er ein damals beispielloses System zur Belohnung langjähriger Mitarbeiter ein – die Vergütung richtete sich nach der Dauer der Betriebszugehörigkeit. 1880 gründete er eine Schule für bis zu 120 Arbeiterkinder, die dort eine dreijährige Schulausbildung erhielten.

## Ehrenämter und Mäzenatentum
Szlenkier war einer der angesehensten Bürger Warschaus und übte diverse ehrenamtliche Funktionen aus. So war er in Warschau und Berdyczów Mitglied der jeweiligen Handelsgerichte (Sąd Handlowy), Präsident der Warschauer Kreditbank für Unternehmer (Kasa Pożyczkowa Przemysłowców) sowie Präsident einer weiteren Kreditgesellschaft (Spółka Kredytowa).
1875 unterstützte er eine Gruppe von Industriellen und Großgrundbesitzern bei der Gründung eines als Museum für Industrie und Landwirtschaft (Muzeum Przemysłu i Gospodarki Wiejskiej) bezeichnetes Instituts. Das Museum diente als Ersatz für eine landwirtschaftliche Universität, deren Betrieb von den russischen Behörden untersagt war. Es enthielt chemische, physikalische und geologische Laboratorien, eine Saatgutbewertungsstation und ein meteorologisches Observatorium. Es wurden landwirtschaftliche Lehrkurse angeboten und landwirtschaftliche Lehrbücher verlegt. Später waren er und sein Sohn Vorsitzender des Museumsvorstands. Während des Ersten Weltkriegs wurde das Museum in eine landwirtschaftliche Ausbildungseinrichtung umgewandelt. Szlenkier war außerdem Mitbegründer des „Mianowski“-Fonds, der wissenschaftliche Werke und Projekte finanzierte.
Der Unternehmer war ein Förderer polnischer Kunst. So bezahlte er die Ausbildung von Künstlern, wie beim Bildhauer Stanisław Kazimierz Ostrowski (1879–1947), dem späteren Schöpfer des Bronze-Denkmals von Władysław II. Jagiełło in New York City. Auch ermöglichte er die Fertigstellung eines Kirchenbaus in Nowy Zawód (heute Ukraine).

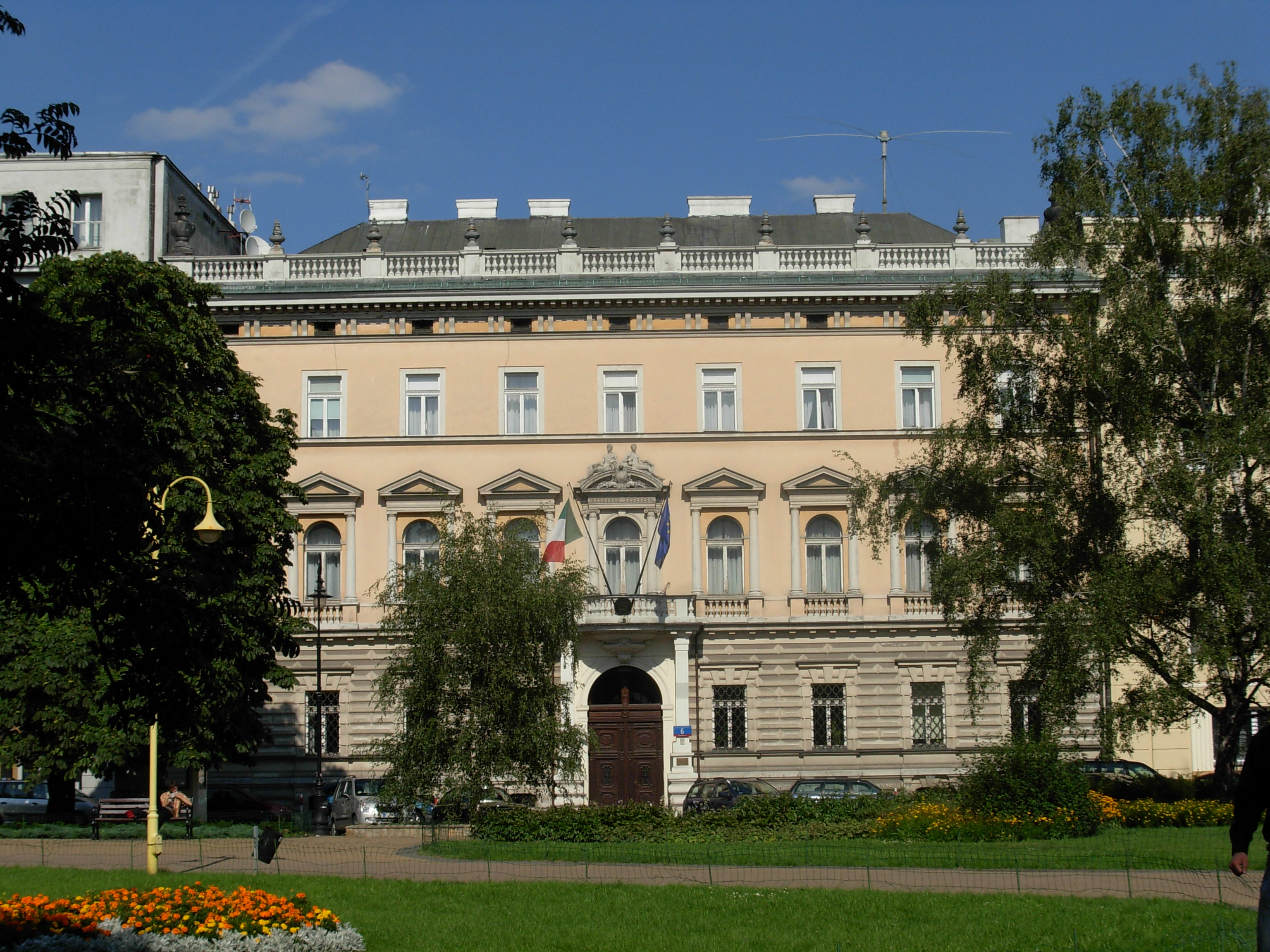
Der in den 1880er Jahren errichtete Wohnsitz der Familie Szlenkierin der Warschauer Innenstadt

## Immobilien
In den Jahren 1881 bis 1883 ließ Szlenkier am damaligen Zielony-Platz (heute Dąbrowskiego-Platz) in Warschau ein Stadtpalais für seine Familie errichten. Der Entwurf zum Szlenkier-Palast stammte von Witold Lanci; das Innere gestaltete Wojciech Gerson. Die Baukosten beliefen sich auf 300.000 Rubel in Silber. Der Palast wird heute als italienisches Botschaftsgebäude genutzt.
Ende des 19. Jahrhunderts kaufte Szlenkier ein als Feriendomizil genutztes Anwesen in Duboja (heute Belarus) und übergab die Verwaltung des Besitzes dem Vater von Stefan Laurysiewicz. Dessen Freund, Józef Pankiewicz, war dort ein häufiger Gast. Szlenkier vermachte Duboja seiner ältesten Tochter Maria Anna.
Neben dem Palais, dem Landsitz und den Fabriken besaß Szlenkier weitere Immobilien in Warschau. So war er der Eigentümer eines Mietshauses an der heutigen Aleja „Solidarności“ 145.